# Kathrin Patzke
Kathrin Patzke (* 3. Mai 1982 in Bocholt) ist eine ehemalige deutsche Fußballspielerin.
Im Jahr 2002 wechselte die damals 20-Jährige vom Verbandsligisten TSV Schilksee zum Hamburger SV und feierte in der Folgezeit den Aufstieg in die 1. Bundesliga. Kathrin Patzke entwickelte sich zur zuverlässigen Torjägerin, studierte aber parallel in Kiel die Fächer Deutsch und Sport auf Lehramt. Aus diesem Grund ist sie in den letzten Jahren überwiegend für die HSV-Reserve in der 2. Bundesliga aufgelaufen. Für die 1. Mannschaft der Hamburgerinnen absolvierte sie von 2003 bis 2008 insgesamt 60 Spiele in der Frauen-Bundesliga und erzielte dabei 21 Tore. Als Stürmerin der HSV-Reserve in der zweiten Liga eroberte Kathrin Patzke nach dem 3. Platz (14 Saisontreffer) 2007/08 und dem 4. Platz (10 Saisontreffer) 2008/09 in der Spielzeit 2009/10 die Torjägerkanone mit 25 Toren vor Marie Pollmann. Mit der zweiten Mannschaft des Hamburger SV wurde sie in der Saison 2010/11 Meister der Nordgruppe und holte sich mit 21 Toren erneut die Torjägerkanone. Im Sommer 2011 wechselte sie zum Bundesliga-Aufsteiger 1. FC Lokomotive Leipzig, wo sie bis Jahresende auf sieben Einsätze kam. In der Winterpause 2012/13 wechselte sie zum SV Henstedt-Ulzburg in die Schleswig-Holstein-Liga.
Sie ist die Tochter des ehemaligen Fußballprofis Roland Patzke.